# Lauzon (Rhône)
Der Lauzon ist ein Fluss in Frankreich, der in den Regionen Auvergne-Rhône-Alpes und Provence-Alpes-Côte d’Azur verläuft. Er hat seinen Ursprung im Gemeindegebiet von Saint-Paul-Trois-Châteaux, wo er aus dem Canal de Donzère-Mondragon nach rechts abgeleitet wird, passiert die Nuklearanlage Tricastin, entwässert generell in südwestlicher Richtung und mündet nach rund 15 Kilometern gegenüber von Pont-Saint-Esprit, jedoch im Gemeindegebiet von Mondragon als linker Nebenfluss in die Rhône. Auf seinem Weg durchquert der Lauzon die Départements Drôme und Vaucluse.

## Orte am Fluss
- Lapalud
- Lamotte-du-Rhône

## Geschichte
Der Fluss verlief ursprünglich von seiner Quelle bei Chamaret bis an die Rhône. Bei der Errichtung des Canal de Donzère-Mondragon, Mitte des 20. Jahrhunderts, wurde der Flusslauf jedoch unterbrochen. Der Oberlauf mündet seither in den Kanal und der Unterlauf wurde nach Norden verlängert, um Wasser aus dem Kanal als Kühlwasser durch die Anlage des Kernkraftwerkes Tricastin zu leiten. Der weitere Verlauf zur Rhône blieb im Wesentlichen unverändert. Der ehemalige Oberlauf des Lauzon wird heute als gesondertes Gewässer betrachtet, siehe auch Hauptartikel Lauzon (Bollène).